# Terminator (videogioco 1986)
Terminator è un videogioco sparatutto a scorrimento con astronavi pubblicato nel 1986 per Commodore 64 dalla The Power House, etichetta a basso costo della CRL Group.
La critica lo considerò simile al gioco di successo Uridium, ma fu poco entusiasta; molto negativa in particolare la recensione della rivista Zzap!64.

## Modalità di gioco
Il giocatore controlla un'astronave e deve affrontare 17 livelli corrispondenti ad altrettanti pianeti con paesaggi di diverso aspetto e con cielo stellato. Si sorvola la superficie con visuale di lato a scorrimento orizzontale in entrambi i sensi. L'astronave può variare l'altitudine e la velocità orizzontale; per cambiare la direzione orizzontale deve rallentare fino a fermarsi, quindi fa una rotazione e riparte nell'altro verso. L'arma è un doppio raggio orizzontale.
I nemici sono velivoli alieni di vari tipi che arrivano in formazione da un lato o dall'altro e spesso viaggiano più veloci del giocatore fino a sparire dal lato opposto. Non sparano, ma scontrandosi si perde una vita, inoltre alcuni si trasformano in piccole bombe sferiche che si fermano in aria e poi esplodono. Anche la superficie del pianeta, spesso montagnosa, deve essere evitata. In alcuni livelli compaiono anche mezzi di terra che sparano.
Dopo aver affrontato abbastanza alieni il paesaggio del pianeta cambia colore, e dopo un'altra identica serie di attacchi il livello è completato. Dopo ogni livello c'è un sottogioco bonus: una luce scorre su una serie di numeri di punteggio in palio e il giocatore decide quando deve iniziare a rallentare per poi fermarsi. Per vincere il punteggio selezionato però bisogna anche fermare una seconda luce che gira su una ruota con caselle vinci/perdi.
La cassetta originale del gioco contiene anche una traccia audio in omaggio dopo il programma, con un brano di musica elettronica intitolato Let the Moon Shine on Me.

## Sviluppo
Terminator venne interamente sviluppato dall'inglese Gavin Raeburn, all'epoca diciottenne, e fu il suo primo titolo a essere pubblicato, da lui stesso considerato terribile. 
Raeburn divenne in seguito una figura di rilievo alla Codemasters e amministratore delegato della Playground Games.